# 컨선월드와이드
컨선월드와이드(Concern Worldwide)는 세계 최극빈 지역의 사람들이 기아와 맞서 싸우며 그들 스스로 삶의 변화를 추구할 수 있도록 돕는 국제 인도주의 전문기관이다. 1968년 나이지리아 비아프라 지역의 기근을 해결하기 위해 존과 케이(John&Kay O’Loughlin-Kennedy)가 아일랜드 전역에서 모금을 한 것으로부터 시작되었으며 현재까지 60년에 가까운 역사를 이어오고 있다.
초기에는 아프리카에 한정하여 활동하다가 현재는 아프리카, 아시아, 중동, 카리브해 지역 등 27개 국가에서 가장 어려운 상황에 처한 사람들을 위해 긴급구호, 보건영양(깨끗한 물 및 영양 공급, HIV/AIDS 및 모자보건), 생계 지원 등의 인도적 활동을 펼치고 있다.
현재 아일랜드, 영국, 미국에서 세계적인 모금활동을 펼치고 있고, 2015년 한국 사무소가 설립되었다.

## 역사

### 시작: 아프리카 기근을 돕는 ‘구호선 보내기’운동
컨선월드와이드는 1968년, 두 아일랜드 청년 케이 케네디와 존 케네디(Kay and John O’Loughlin Kennedy)가 나이지리아 비아프라 내전으로 발생한 기근을 돕기 위해 아일랜드 더블린에 설립한 ‘아프리카컨선(Africa Concern)’으로부터 처음 시작되었다.
이들은 ‘구호선 보내기(SOS: Send One Ship)’ 캠페인을 아일랜드 전역에서 실시하였고 같은 해 9월 6일, 600톤 규모의 선박 ‘콜룸킬(Columcille)’호에 분유, 의약품, 배터리 등 필수 구호물자를 실어 서아프리카 연안의 포르투갈령 섬 상투메(São Tomé)로 보냈다. 당시 봉쇄선을 피해 당국의 눈을 피하기 위해 이 구호물자는 야간 항공편으로 비밀리에 비아프라에 수송되어 배포되었다. 점점 늘어나는 자원봉사자들의 참여로 아프리카컨선은 11개월간 매일 1편의 항공 구호작전을 펼칠 수 있게 되었다.
이후 1970년, 동파키스탄(현재의 방글라데시)을 강타한 거대한 사이클론에 대응해 대중이 구호활동에 동참하도록 호소했고, 이러한 작은 시작으로 오늘날의 컨선월드와이드가 탄생하게 되었다.

### 발전: 세계적인 인도주의 전문기관으로의 성장
초기 아프리카에 국한되어 활동했던 컨선은 아시아까지 활동지역을 확대하면서 본격적으로 국제 인도주의 전문기관으로 성장하기 시작했다. 전세계의 기근, 내전, 학살, 재해의 현장에서 고통받는 수많은 사람들의 곁을 지켰으며, 아래는 그 구체적인 활동내용이다.
| 연도   | 지역       | 사건/상황 |
| ------ | ---------- | --- |
| 1973년 | 에티오피아 | 에티오피아에서 역사적인 기근이 발생하였고, 마른 아이들의 충격적인 사진이 세계를 놀라게 하면서 컨선은 긴급 구호에 나섰다. |
| 1988년 | 수단       | 에티오피아 난민 30만 명 이상이 식량을 찾아 수단으로 탈출하는 상황이 벌어졌고, 컨선은 이를 지원했다.                      |
| 1992년 | 소말리아   | 가뭄과 내전이 겹쳐 30만 명이 목숨을 잃는 참사가 일어났고, 컨선은 긴급구호에 착수했다.                                    |

### 확장: 긴급구호와 더불어 다양한 개발협력사업 진행
20세기까지 진행해왔던 수년간의 긴급구호활동을 통해 컨선은 세계적으로 인정받는 국제구호단체로 성장하게 되었다. 2000년대부터는 긴급구호활동과 함께 다양한 개발협력사업을 진행하기 시작했다. 또한 세계의 다양한 단체들과 보다 적극적으로 협력하기 시작했다. 아래는 구체적인 활동의 내용이다.
| 연도   | 지역                     | 사건 |
| ------ | ------------------------ | --- |
| 2000년 | 유럽                     | 컨선은 유럽의 인도주의 및 인권 단체들과 협력해 전략 네트워크인 ‘얼라이언스2015(Alliance2015)’를 출범시켰다. 초기에는 컨선월드와이드(아일랜드), HIVOS(네덜란드), IBIS(덴마크), 세계기아원조(독일) 4개 단체로 시작했으나 이후 CESVI(이탈리아), PIN(체코), ACTED(프랑스)가 합류해 총 7개 단체로 확대되었다. |
| 2004년 | 동남아시아               | 동남아시아 지역에서 쓰나미로 15만 명 이상의 희생자가 발생했으며, 컨선은 피해 주민들을 돕기 위한 지원 활동을 진행했다. |
| 2006년 |                          | 영양 사업에 대한 축적된 지식을 바탕으로 국제식량정책연구소(IFPRI, 미국)와 세계기아원조(독일)와 함께 ‘세계기아지수(Global Hunger Index)’ 발표를 시작했다. |
| 2010년 | 아이티                   | 아이티에서 규모 7.0의 강진이 발생하여 10만 명 이상이 목숨을 잃었고, 컨선은 재난 대응에 나섰다. |
| 2013년 | 시리아, 레바논, 튀르키예 | 시리아 내전으로 인해 1,600만 명 이상이 국내외로 강제 이주 당하는 대규모 난민 사태가 벌어졌으며, 컨선은 긴급구호 및 난민 지원에 집중했다. |
| 2015년 | 네팔                     | 네팔에서 규모 7.8의 강진이 발생하여 9,000명 이상이 사망했으며, 컨선은 피해 지역을 신속하게 지원했다. |
| 2017년 | 방글라데시               | 폭력을 피해 미얀마를 탈출한 70만 명 이상의 로힝야 난민을 돕기 위해 방글라데시에서 긴급구호를 진행했다. |
| 2022년 | 우크라이나               | 우크라이나 분쟁 위기 발생 즉시 인근 국가로 피난을 떠난 우크라이나 난민들을 위한 대응을 시작했고, 우크라이나 내 가장 도움이 시급한 지역에서 긴급구호활동을 전개했다. |
| 2023년 | 튀르키예, 시리아         | 튀르키예와 시리아에서 역사상 최악의 자연재해 중 하나인 강진이 발생해 거의 6만 명이 사망하는 참사가 일어난 현장에서 지진 발생 직후 긴급구호와 복구 지원에 나섰다. |

## 사업

### 보건/영양
컨선월드와이드는 극심한 빈곤을 겪는 사람들에 초점을 맞추어 활동하기 때문에 이들의 영양과 보건이슈에 가장 크게 집중하고 있다. 영양 측면에서는 특히 아동의 만성영양실조에 집중하고 있는데 이는 한 사람이 삶을 시작하는 첫 1,000일간의 영양이 평생의 건강을 결정하는 아주 중요한 시기라는 이유에서이다. 관련 사업으로는 지역 공동체와 국가보건서비스 플랫폼을 적극적으로 활용하는 ‘지역기반 급성영양실조 관리(CMAM, Community-based Management of Acute Malnutrition)’ 프로그램이 대표적인데, 이는 UN에 의해 ‘세계 최우수 사업’으로 채택되기도 하였다. UN은 이 프로그램을 각국 정부로 하여금 국가 보건시스템에 반영하도록 권고하기까지 했다.
보건위생 측면에서는 깨끗한 물에 대한 접근성을 높이는 사업(WASH)을 주로 진행하는데 이는 상하수도 및 화장실 인프라 구축, 우물이용에 대한 마을 협의체 구성, 손 씻기와 같은 인식개선 및 의사결정 활동 등 위생과 관련된 전반적인 사업을 두루 포함한다고 할 수 있다. 경우에 따라서는 치명적인 전염병의 확산을 막기 위한 활동을 하기도 하는데 대표적으로 2015년 아프리카 지역에서 많은 사망자를 냈던 에볼라 바이러스의 확산을 막기 위해 긴급구호활동을 착수했던 것을 예로 들 수 있다. EU는 컨선이 시에라리온에서 에볼라 사망자에 대해 진행한 ‘존엄하고 안전한 매장’ 프로그램에 대해 ‘EU보건상(EU Health Award)을 수여하기도 했다.

### 생계/농업
컨선은 극심한 빈곤을 겪는 사람들의 생계에 영향을 미치는 근원적 문제해결에 집중하고 있다. 전 세계의 모든 가정이 외부의 도움 없이 자립할 수 있는 지식과 기술을 모색하고 있고 그들의 자립이 지역의 공동체와 경제 안에서 지속될 수 있도록 한다. 이를 위해 사업 참여자들의 식량과 소득을 지역경제의 ‘시장’과 연계시키는 접근을 중요시 하며 이에 시장을 쉽게 오갈 수 있는 도로를 만들거나 협동조합 및 신용조합과 같은 네트워크 형성과 인프라 개선도 지원한다. 사업 참여자들의 선택권을 높이는 모바일이나 소액금융도 활발하게 적용하고 있다.
농업은 전 세계 대다수의 극심한 빈곤을 겪는 사람들에게 중요한 생계수단이지만 가뭄이나 홍수 등 기후변화 영향은 사람들의 농업을 더 어렵게 만들고 있다. 이에 컨선은 적은 강수량에도 잘 자라고 심지어 바닷물에 대한 내성을 가진 종자를 각국의 농업 기관들과 함께 개발하고 보급하고 있다. 또한 땅을 보호하면서 필요한 식량을 확보하기 위한 기후대응농업 기술의 개발 및 보급을 위해 결성된 ‘아프리카기후대응농업연맹(Africa Climate Smart Agriculture Alliance)’의 창립 멤버로 활동한 바 있다.

### 교육
교육분야에서 컨선은 특히 기초 교육에 집중하고 있는데 이는 초등학교 저학년에 해당하는 기초 교육이 기본적인 학습능력 발달은 물론 생존에도 직결된다고 믿기 때문이다. 특히 극심한 빈곤에 노출된 어린이들, 그 중에서도 여자 어린이들이 배울 권리를 보호받고 양질의 기초교육을 받을 수 있도록 힘쓰고 있다. 이를 위해 교육기자재를 개발하고 교사와 학교 위원들에게 필요한 교육을 제공하기도 한다.
또한 컨선은 남녀 차별이나 교내 폭력문제를 해결하기 위해 교사, 학부모, 학생 그리고 지역사회 구성원들과 유기적으로 협력하고 있다. 대표적인 예시로, 오랜 내전으로 인해 레바논에서 학교를 다니는 시리아 난민 어린이들이 언어와 인종의 차별을 극복하고 정규교육에 진입할 수 있도록 별도의 문해 교육과 수학 수업을 진행한 사례가 있다. 케냐와 같이 도시 빈민가에 살고 있는 학교 밖 어린이들을 위해서는 정부의 대안기초교육 가이드라인 수립을 옹호하기도 했다.

### 긴급구호
아프리카에 대한 긴급구호활동에서 시작된 단체인 만큼, 컨선은 긴급구호 분야에서 그 명성에 가히 세계적이라고 할 수 있다. 이들은 재해와 전쟁으로 일상이 무너진 사람들에게 달려가며, 지진, 태풍, 가뭄, 분쟁과 같이 재난 상황이 발생했을 때, 가장 도움이 필요한 취약지역을 향해 24시간 내 찾아간다. 특별히 긴급상황이 일어난 첫날과 이후 첫 일주일을 견디는데 필수적인 쉼터, 식품, 깨끗한 물, 그리고 의료지원 등을 제공한다. 2024년 컨선은 수단 난민 지원을 비롯해 22개국에서 50건의 인도적 지원을 진행했다.
컨선은 전 세계 어디에서 벌어질지 모르는 대규모의 긴급상황에 대비해 국제기구와 전 세계 인도주의 파트너들과 함께 협력하고 있다. 보다 신속한 대규모 인도적 대응을 위해 세계식량기구(WFP)의 인도적지원물류센터(UNHRD)협력기관으로 등록하고 현재 2,000가구를 바로 지원할 수 있는 긴급구호물품을 두바이 유엔물류센터에 구비하고 있다. 또한 유럽의 인도주의 및 인권 단체들과 협력해 2000년 전략 네트워크 ‘얼라이언스2015(Alliance2015)’를 출범시켰다. 컨선을 비롯해 Acted(프랑스), Ayuda en Acción(스페인), Cesvi(이탈리아), Helvetas(스위스), People in Need(체코), Welthungerhilfe(독일) 등 총 7개 단체들은 세계 곳곳에서 벌어지는 긴급 상황에 협력하고 있다.
2010년에는 인도주의 재난 현장의 인도주의 활동에 요구되는 투명성과 책무성, 그리고 품질 기준을 충족시키는 HAP(Humanitarian Accountability Partnership) 인증을 획득했다. 또한 하버드 인도주의 이니셔티브(Harvard Humanitarian Initiative)와 협력해 매년 차세대 인도주의 리더들을 양성하고 있기도 하다.

## 기타활동

### 세계기아지수(GHI) 발표
컨선월드와이드는 영양개입에서 세계적인 권위를 가진 단체 중 하나이다. 60년 가까이 되는 역사를 통해 축적된 지식과 경험을 바탕으로 2006년부터 매년 ‘세계기아지수(Global Hunger Index)’를 발간하고 있으며, 세계적인 학술 기관인 국제평화무력분쟁연구소(IFHV)와 세계기아원조(Welthungerhilfe)와 협력하고 있다. 세계기아지수는 1) 5세 미만 영유아사망률, 2) 아동 저체중, 3) 아동 발육부진, 4) 영양결핍 등 네 가지 요소를 고려하며, 유엔식량농업기구(FAO), 세계보건기구(WHO), 유엔아동기금(UNICEF), 유엔영유아사망률추정합동기구(UNIGME), 세계은행 등의 국가별 정보를 기초로 산출된다. 매년 10월 뉴욕, 베를린, 더블린, 런던, 브뤼셀, 벨파스트 등 세계 주요 수도에서 세계기아지수를 발표하고 있으며, 2015년부터는 한국어판을 통해 서울에서도 함께 발표하고 있다.

### 수상내역
2007년, UN이 컨선의 ‘지역기반 급성영양실조 관리(CMAM, Community-based Management of Acute Malnutrition) ’ 프로그램을 급성영양실조를 치료하는 ‘세계 최우수 사업(international best practice)’으로 채택하고 각국 정부가 이를 국가 보건시스템에 반영하도록 권고했다.
2015년, 세계은행(World Bank)이 컨선의 ‘영양개선 농업(Realigning Agriculture to Improve Nutrition)’ 프로젝트에 대해 ‘영양공급상(Secure Nutrition award)’을 수여하고 영양개선에 대한 잠재력이 가장 큰 프로젝트로 인정했다.
2015년, 에볼라 바이러스로 많은 사람들이 죽어갔던 아프리카에도 컨선이 있었는데 이와 관련하여 EU는 컨선이 시에라리온의 에볼라 사태 현장에서 진행한 ‘존엄하고 안전한 매장’ 프로그램에 대해 ‘EU보건상(EU Health Award)'을 수여했다.
2019년, 방글라데시 로힝야 난민 지원 활동으로 로터리 인터내셔널(Rotary International)에서 ‘인도주의 활동 최고상(People Of Action: Connectors Beyond Borders)’을 수여했다.

## 활동지역
아래는 컨선이 현재 활동하고 있는 지역들이다. 각 국가들에서 컨선의 활동을 보고 싶다면 컨선홈페이지의 활동지역부분을 참고하길 바란다.
| 아시아       | 아프리카           | 카리브해 | 중동     |
| ------------ | ------------------ | -------- | -------- |
| 아프가니스탄 | 남수단             | 아이티   | 가자지구 |
| 방글라데시   | 니제르             |          | 레바논   |
| 북한         | 라이베리아         |          | 시리아   |
| 파키스탄     | 르완다             |          | 예멘     |
|              | 말라위             |          | 이라크   |
|              | 부르키나파소       |          | 튀르키예 |
|              | 부룬디             |          |          |
|              | 소말리아           |          |          |
|              | 수단               |          |          |
|              | 시에라리온         |          |          |
|              | 에티오피아         |          |          |
|              | 중앙아프리카공화국 |          |          |
|              | 차드               |          |          |
|              | 케냐               |          |          |
|              | 콩고민주공화국     |          |          |